# HD 195506
HD 195506，又名BD+45 3196，SAO 49704、HR 7841，是一颗恒星，视星等为6.41，位于銀經83.6，銀緯3.99，其B1900.0坐标为赤經20h 26m 41.2s，赤緯+45° 3.99′ 19″。